# Thumelicus
Thumelicus (* 15; † vor 47) war der Sohn des Cheruskerfürsten Arminius und der Thusnelda.

## Leben

### Früheste Kindheit

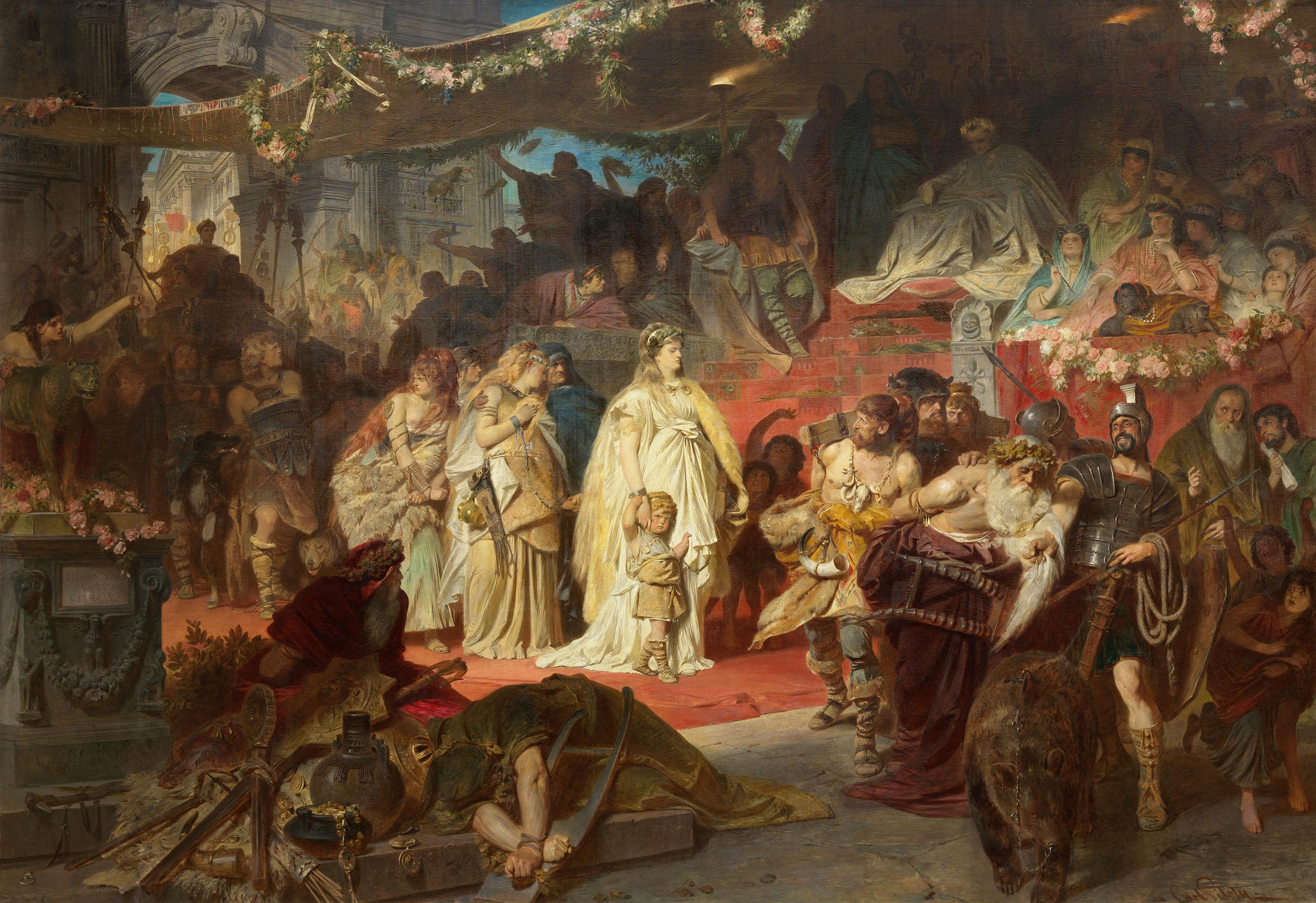
Thusnelda im Triumphzug des Germanicus
Das 1873 entstandene Historiengemälde von Carl Theodor von Piloty zeigt in der Vorstellungswelt des 19. Jahrhunderts, wie Thusnelda, ihren Sohn Thumelicus mit sich führend, in dem Triumphzug am 26. Mai 17 in Rom präsentiert wird

Arminius, der Sohn des Cheruskerfürsten Segimer, lebte seit dem Herbst/Winter 14 oder Frühjahr 15 mit Thusnelda, der Tochter des romfreundlichen Cheruskerfürsten Segestes. Die schwangere Thusnelda wurde im Jahre 15 von ihrem Vater Segestes im Zuge der Germanicus-Feldzüge dem römischen Feldherrn Germanicus ausgeliefert. Im Triumphzug des Germanicus am 26. Mai 17 wurden Thusnelda und Thumelicus dem Volk von Rom als Kriegsbeute präsentiert. Thusneldas Vater Segestes soll als Verbündeter Roms dem Schauspiel beigewohnt haben. Aufgrund des strategisch wichtigen Bündnisses zwischen Segestes und Rom wurden, entgegen dem üblichen Verfahren, Thusnelda und ihr Sohn Thumelicus nach Abschluss des Triumphzuges nicht getötet, sondern nach Ravenna ins Exil geschickt.

### Weiterer Lebensweg und Tod
Der weitere Lebensweg von Thumelicus liegt im Dunkel der Geschichte verborgen. Tacitus spricht in Andeutungen: „Der Knabe wuchs in Ravenna auf. Von dem Spiel, das das Schicksal später mit ihm getrieben hat, werde ich zu gegebener Zeit berichten.“ Der von ihm angekündigte Bericht ist jedoch verschollen oder wurde vielleicht auch niemals geschrieben. Aufgrund dieses Tacituszitates und weil Thumelicus in Ravenna, einer Stadt mit einer berühmten Gladiatorenschule, aufwuchs, wird zuweilen angenommen, dass Tacitus mit „Spiel“ die Gladiatorenkämpfe meinte und somit Thumelicus sein Leben in einem Schaukampf im Circus beendete. Diese Interpretation ist aber nicht unmittelbar belegbar. Geht man davon aus, dass der „gegebene Zeitpunkt“ sich auf dasselbe Werk bezieht, so erscheint es zumindest denkbar, dass der Tod des Thumelicus in einem Teil der Annalen erwähnt wird, der nicht überliefert ist. Da es für die Jahre AD 30 und 31 entsprechende „Lücken“ in den uns zur Verfügung stehenden Manuskripten gibt, ist der Tod in einem dieser beiden Jahre (also im Alter von 15 oder 16 Jahren) zumindest plausibel. Da im Jahre AD 47 der Erbfall im Reich seiner Familie eintritt, die Quellen aber einen etwaigen Anspruch des Thumelicus nicht erwähnen, kann davon ausgegangen werden, dass er zu diesem Zeitpunkt bereits verstorben war, was einen terminus ante quem für seinen Todeszeitpunkt gibt.

## Name
Für den Namen des Thumelicus wurden nach Günter Neumann eine Herleitung aus der germanischen Sprache der Zeit angenommen wie für das Wort für den Daumen *þūman, þūmalaz (altnordisch þūmo und ableitend þumall) im Sinne eines Kosenamens „der Däumling“ oder „der Knirps“. Hermann Reichert verzeichnet den Namen in dieser Sicht als germanisch mit der Wurzel Þūm-, Þum- zu den einzelsprachlichen germanischen Belegen. Des Weiteren stellt Neumann die offene Frage, ob nach Vorlage des mütterlichen Namens Thusnelda mit gleichen Anlaut-Konsonanten (und einer Alliteration) ebenfalls tūs- = „Kraft, Macht“ vorliegen könnte. Gut belegt ist die gemeingriechische Bezeichnung des „Schauspieler, Spaßmacher“  ϑυμελικός eine Option, die man „nicht überhören“ darf, zudem dieser in Rom ein gut belegter Personenname ist. Letztlich hält Neumann ebenfalls für möglich, dass mittelalterliche Verschreibungen, beziehungsweise Angleichungen der einzigen (Überlieferungs)Quelle Strabon (Strab. 7,1,4) vorliegen können, sodass letztlich der Name nicht ganz aufklärbar ist.